# Angela Jones
Angela Jones, née le 23 décembre 1968, en Pennsylvanie, est une actrice américaine.

## Filmographie
- 1988 : Terrorgram : Biker Bitch
- 1993 : Hidden Fears : Brunette in Van
- 1993 : Meurtres à Brooklyn (Strapped) (TV) : Woman at Clinic
- 1994 : Pulp Fiction : Esmeralda Villalobos
- 1996 : Underworld : Janette
- 1996 : Sang-froid (Curdled) : Gabriela
- 1997 : Morella : Dr.Patricia Morella / Sarah Lynden
- 1998 : Pariah : Angela
- 1998 : Les Démons du maïs 5 (Children of the Corn V: Fields of Terror) : Charlotte
- 1998 : Back to Even : Kim
- 1999 : Fixations : Julia
- 1999 : Man on the Moon : Hooker
- 2001 : Family Secrets
- 2006 : House at the End of the Drive : Felicia
- 2007 : The Caper : Natalie Rider